# Ballinaclash
Ballinaclash (irl. An Chlais) – wieś w Irlandii, w prowincji Leinster, we wschodniej części hrabstwa Wicklow. Miejscowość zlokalizowana jest wokół mostu przenoszącego drogę regionalną R753 nad rzeką Avonbeg.
Nazwę oryginalną An Chlais można przetłumaczyć na język polski jako „powiat z wąwozu”.